# Yanina Gaitán
Yanina Gaitán (nacida el 3 de junio de 1978) es una futbolista internacional argentina retirada que jugó como centrocampista. Jugó en Boca Juniors, Racing Club, River Plate, San Lorenzo de Almagro y en el Club Social y Deportivo Yupanqui, equipo con el que participó del primer torneo oficial de fútbol femenino argentino en 1991. Fue la primera futbolista argentina en convertir un gol en un mundial femenino.
Formó parte del equipo argentino durante la Copa Mundial Femenina de Fútbol de 2003. Durante el torneo, marcó un gol contra Alemania que fue el único gol argentino del torneo.
Se recibió de directora técnica en 2006, dirigió futsal en Atlanta y fue ayudante de campo en UAI Urquiza. Desde marzo de 2021 es entrenadora del Club Camioneros en la  Primera División B de fútbol femenino en Argentina.